# Highway Hi-Fi
Highway Hi-Fi (en español: Alta Fidelidad para la Autopista) era un sistema patentado de reproductores y discos fonográficos de siete pulgadas con orificios centrales LP estándar, ideados para su uso en automóviles. Su diseño y desarrollo fue obra de Peter Goldmark, quien también había concebido el LP micro surco. Para mejorar su resistencia, los discos estaban prensados con 135 gramos de vinilo cada uno, cantidad suficiente para fabricar un LP de 10 pulgadas (en un LP de 12 pulgadas solían utilizarse 160 gramos de vinilo, y en cada disco de 45 rpm se usaban aproximadamente 70 gramos).

## Historia
El sistema se incorporó a los automóviles Chrysler desde 1956 hasta 1959 (modelos de los años 1956-1958). Los discos para el sistema fueron fabricados exclusivamente por Columbia Special Products y podían contener aproximadamente 45 minutos de música o una hora de discurso por cada lado. Esto se logró mediante el uso de una velocidad de rotación más lenta de 16⅔ rpm, frente a las 33 rpm para los discos de larga duración convencionales y 45 rpm para los sencillos, junto con una extremadamente elevada densidad de 550 surcos por pulgada (216,5 surcos por centímetro, más de cuatro veces la de un LP monoaural estándar de la época). La superficie de grabación se extendió a un diámetro inusualmente pequeño de 2+1/4 de pulgada (57,2 mm), lo que restringió la etiqueta a 1+1/2 de pulgada (38,1 mm) para los contenidos de larga duración, aunque los discos de demostración con contenidos breves que no requerían un tiempo de reproducción prolongado se fabricaron con etiquetas estándar de 3 pulgadas (76 mm).

## Fabricación

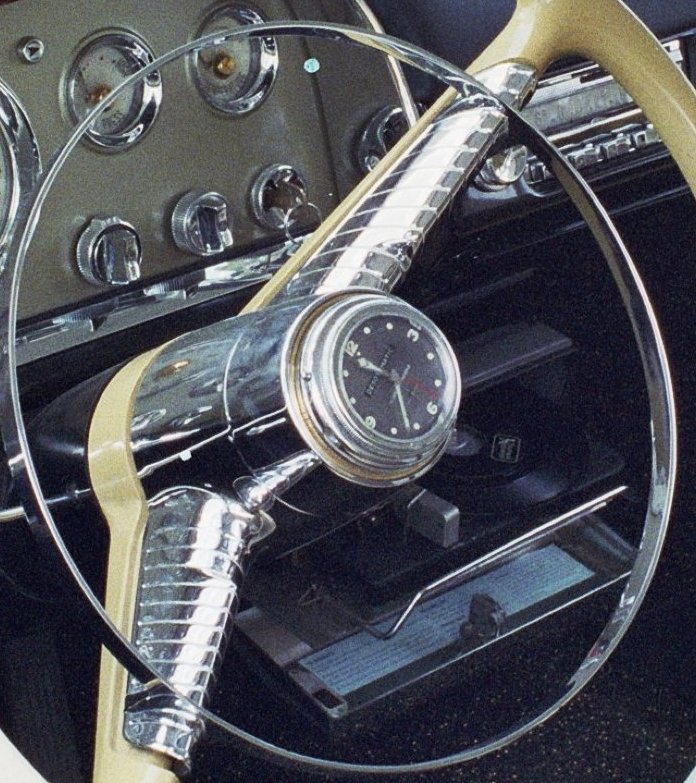
Un "Highway HI-Fi" instalado en un De Soto de 1956

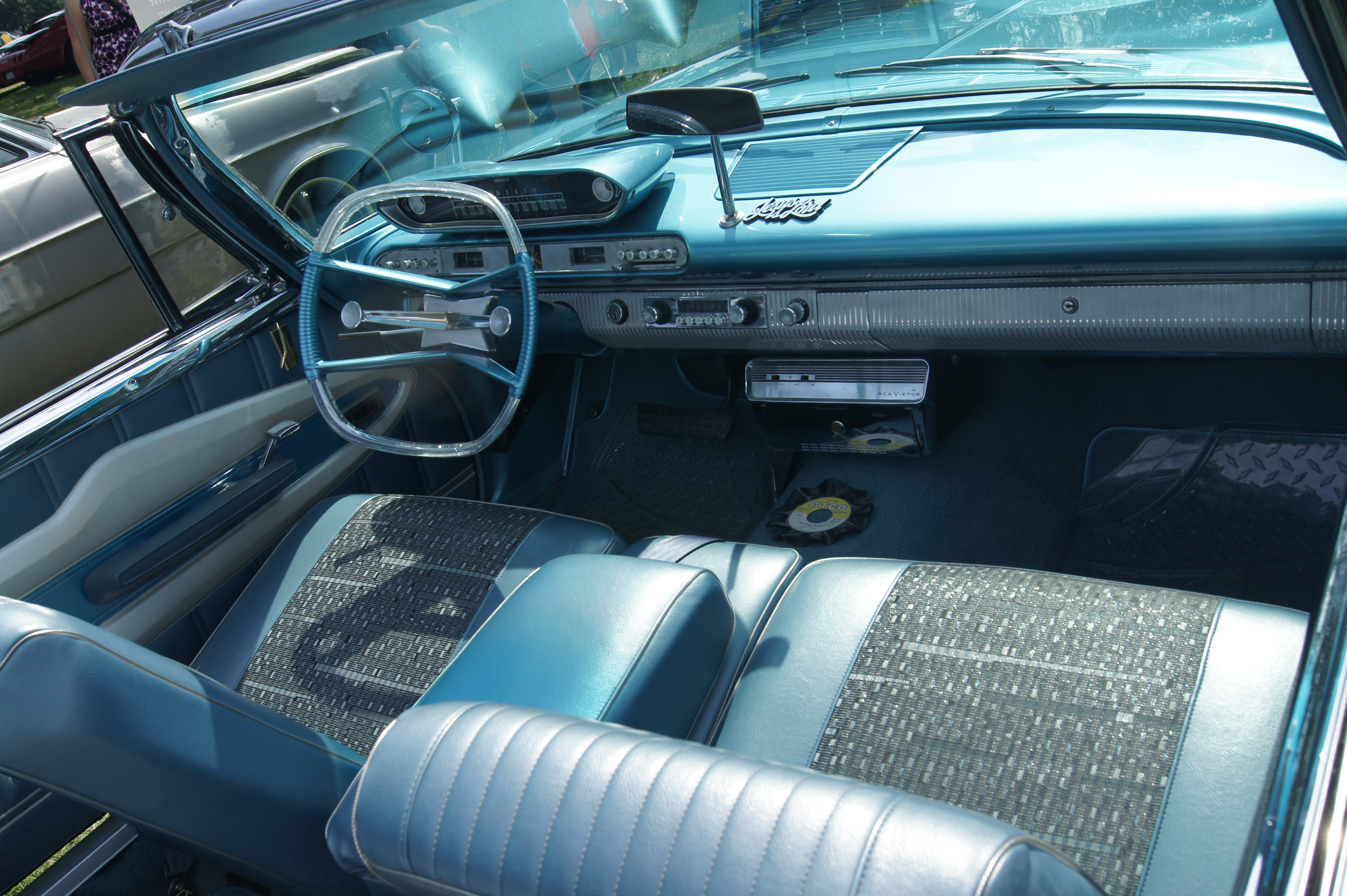
Tocadiscos en un Plymouth Fury de 1960

Los reproductores fueron fabricados por CBS Electronics. Según el comunicado de prensa oficial de Chrysler del 12 de septiembre de 1955, "Highway Hi-Fi se reproduce a través del altavoz de la radio del automóvil y utiliza el sistema amplificador de la radio. El tocadiscos para reproducir discos, construido para Chrysler por CBS-Columbia, está ubicado en una caja a prueba de golpes montada justo debajo del centro del panel de instrumentos. Un brazo lector, que incluye una aguja de zafiro y una cápsula cerámica, además de espacio de almacenamiento para seis discos de larga duración, conforman la unidad". Un botón controlaba si se escuchaba la radio o los discos. Se utilizaba una aguja patentada de 0,25 mil (es decir, 0,00025 pulgadas (6,4 μm) o un cuarto de "mil") con una presión inusualmente alta de 2 gramos de fuerza (19,6 mN) para evitar saltos o deslizamientos provocados por las vibraciones normales de un automóvil.
Las unidades Highway Hi-Fi se instalaron de fábrica y no estaban disponibles como complementos del mercado de accesorios. Con tendencia a romperse o funcionar mal, y un número limitado de títulos (que estaban disponibles únicamente en el catálogo posterior de una etiqueta), el producto no se convirtió precisamente en un éxito comercial. Chrysler comenzó a darse cuenta ya en 1957, cuando se hicieron evidentes los altos costos del servicio de garantía. Otro tocadiscos de automóvil fue fabricado por RCA desde 1960 hasta 1961. Esta última versión eliminó la etiqueta "Highway Hi-Fi" (aunque no era exclusiva de Chrysler) y reproducía los discos estándar de 45 rpm y 7 pulgadas (17,8 cm).  También experimentó una corta vida útil: los reproductores eran incluso más propensos a fallar que los fabricados por CBS, y los discos estándar de 7 pulgadas tenían sus surcos desgastados rápidamente debido a la alta presión de la aguja utilizada para evitar saltos.